# اغتيال ميونغسونغ إمبراطورة كوريا
اُغتيلت ميونغسونغ إمبراطورة كوريا، زوجة غوانغمو إمبراطور كوريا، في قرابة الساعة 6 صباحًا في 8 أكتوبر 1895 على يد مجموعة من العملاء اليابانيين بقيادة ميورا غورو. مُنحت لقب «الإمبراطورة ميونغسونغ» بعد وفاتها. شُن الهجوم في القصر الملكي غيونغبوك في سول بمملكة جوسون. تُعرف هذه الحادثة في كوريا باسم حادثة يولمي.
امتلكت الملكة بحلول وقت وفاتها سلطة سياسية فاقت سلطة زوجها. كونت العديد من الأعداء ونجت من الكثير من محاولات الاغتيال نتيجةً لذلك. كان والد الملك، هنغسون دايوونغن، ووزراء البلاط الموالين لليابان وفوج الجيش الكوري الذي دربته اليابان: هوليونداي من بين خصومها. استبدلت اليابان مبعوثها إلى كوريا بمبعوث جديد: ميورا غورو قبل وفاة الملكة بأسابيع. كان ميورا رجلًا عسكريًا ادعى أنه عديم الخبرة في الأمور الدبلوماسية، ويُقال أنه لم يُفضل التعامل مع الملكة القوية. أبرم ميورا اتفاقًا مع أداتشي كينزو من صحيفة كانجو شينبو وديوونغن لتنفيذ عملية قتلها بعدما عقدت الملكة تحالفًا بين كوريا والإمبراطورية الروسية للحد من النفوذ الياباني.
سمح الحراس الكوريون الموالون لليابان للعملاء بدخول القصر. اعتدى العملاء على العائلة المالكة، أسرة إي، وسكان القصر بالضرب بمجرد دخولهم للقصر وهددوهم في أثناء بحثهم عن الملكة. سُحبت النساء من شعرهن وأُلقين على السلالم ومن الشرفات ومن النوافذ. قتلوا أيضًا امرأتين لاشتباههم في كونهما الملكة. قفز القاتل عند عثوره على الملكة على صدرها ثلاث مرات، ثم شق رأسها بالسيف. نهب بعض القتلة القصر وسكب آخرون الزيت على جثتها وأحرقوها.
اعتقلت الحكومة اليابانية القتلة بتهمتي القتل والتآمر لارتكاب جريمة القتل. لم يُستدع شهود غير يابانيين، وتجاهلت المحكمة أدلة المحققين اليابانيين التي أفادت بإدانة القتلة. بُرئ المتهمون من جميع التهم، على الرغم من إقرار المحكمة بتآمرهم لارتكاب جريمة قتل. واصل ميورا مسيرته المهنية في الحكومة اليابانية، وأصبح في نهاية المطاف وزيرًا للاتصالات.
أثارت عملية القتل والمحاكمة صدمةً وغضبًا محليًا ودوليًا. تغيرت كذلك المشاعر تجاه اليابان في كوريا، ما أدى إلى اللجوء الملكي للسفارة الروسية لطلب الحماية، ونشأت الميليشيات المعادية لليابان في جميع أنحاء شبه الجزيرة. لم يمنع ذلك احتلال اليابان لكوريا في نهاية المطاف في عام 1910، على الرغم من أن الهجوم أضر بمكانة اليابان في كوريا على المدى القصير.

## التاريخ
أثار الاغتيال جدلًا كبيرًا في كوريا، ولا يزال يتذكره الشعب الكوري بصفته إحدى جرائم الحرب اليابانية في شبه الجزيرة. تتنوع مصادر المعلومات حول الاغتيال كمذكرات بعض القتلة وشهادات الأجانب الذين شهدوا أجزاءً مختلفة من الهجوم وشهادات شهود العيان الكوريين والتحقيقات التي أجراها المبعوثان اليابانيان أوشيدا ساداتسوتشي وكومورا جوتارو وأحكام محاكمات القتلة في هيروشيما. كُتبت أدلة الاغتيال بأربع لغات على الأقل، الإنجليزية والكورية واليابانية والروسية.
حلل العلماء من بلدان مختلفة لأكثر من قرن أجزاء مختلفة من الأدلة وتوصلوا إلى استنتاجات مختلفة بشأن قضايا مهمة. استمرت الأدلة في الظهور حتى القرن الحادي والعشرين، ما ساهم في استمرار النقاش.

## الخلفية
خضعت كوريا للعديد من القوى العظمي التي تصارعت على السيطرة عليها منذ معاهدة اليابان مع جوسون 1876. شملت تلك القوى إمبراطورية اليابان وسلالة تشينغ الحاكمة الصينية والإمبراطورية الروسية والولايات المتحدة الأمريكية. تغيرت سيطرة كل من تلك القوى بمرور الوقت. تصرف العديد من السياسيين والوزارات والوحدات السياسية داخل الحكومة الكورية وفقًا لمصالحهم وتحالفاتهم المستقلة.
برزت إحدى الفصائل بقيادة والد غوانغمو إمبراطور كوريا: هنغسون دايوونغن. اختار دايوونغن، الذي أراد زوجة خاضعة ومطيعة لغوجونغ، فتاة يتيمة من عشيرة يوهونغ مين المرموقة ليزوجها لابنه، وأصبحت لاحقًا ميونغسونغ إمبراطورة كوريا. اتفق الجميع على كونها تتمتع بذكاء سياسي وأن بها شيء من الحدة، وبدأت في تعزيز سلطتها. حظيت بسلطة سياسية تفوق سلطة زوجها وفقًا للملاحظين. أجبرت الملكة دايوونغن على التقاعد، واستبدلت حلفائه بحلفائها. نشأت بين دايوونغن والملكة منافسة شرسة. ساهم جنسها أيضًا في تشكيل آراء العامة حولها، ففي كل من اليابان وكوريا في ذلك الوقت، كان من المتوقع أن تكون النساء منعزلات نسبيًا وكان من غير المعتاد أن يتمتعن بسلطة سياسية كبيرة.
أدى اجتماع هذه العوامل إلى جعلها هدفًا للانتقام. تحالف دايوونغن واليابانيين لقمع سلطتها. تعرضت لمحاولتي اغتيال في حادثة إيمو عام 1882 وانقلاب غابسين عام 1884. أبرم دايوونغن صفقةً مع القائد العسكري الياباني أوتوري كيسوكي عام 1894 للقضاء على الملكة وحلفائها، لكن المؤامرة فشلت واستعادت الملكة نفوذها.

### سوشي وكانجو شينبو
ظهرت جماعات من الشبان عُرفت باسم سوشي في اليابان ابتداءً من حوالي ستينيات القرن التاسع عشر وانخرطت في أعمال العنف السياسي. نُظر إليهم في اليابان بازدراء، لأنهم سفاحون عنيفون. نشأوا نتيجة جماعات كجماعة إيشين شيشي وتمرد ساتسوما. انتقل عدد منهم إلى كوريا ابتداءً من ثمانينيات القرن التاسع عشر. تمتعت تلك الجماعات في كوريا بالحصانة المحلية، وبالتالي لم يكونوا ملزمين بالقانون الكوري. تصرفوا في جماعات قومية كجماعة تينيكيو وجمعية التنين الأسود دون عقاب، وخاصةً في الريف.
أصبح عدد من أعضاء جماعات سوشي صحفيين وارتبطوا بالعديد من الصحف اليابانية في كوريا خاصةً صحيفة كانجو شينبو. أصبحت هذه الصحيفة وموظفوها فيما بعد محور مؤامرة الاغتيال.

### عدم الاستقرار وقوات الهوليونداي
عانت كوريا من حالة من عدم الاستقرار الداخلي في عام 1894 تقريبًا. شهدت شبه الجزيرة ثورة فلاحي دونغهاك والحرب اليابانية الصينية الأولى للسيطرة على كوريا. درب اليابانيون في ذلك الوقت تقريبًا كتائبهم الكورية الخاصة في شبه الجزيرة التي عُرفت باسم قوات الهوليونداي. كان معظم أفراد قوات الهوليونداي موالين لليابان، وتوترت علاقتهم بقوات الأمن الكورية الأخرى. أدى ذلك إلى نشوب عدد من الاشتباكات العنيفة بينهم.

## وضع الخطة

### مناصرةسوشيللاغتيال
صبت جماعات سوشي تركيزها على الملكة الكورية النشطة سياسيًا. دفعت مجموعة من العوامل كالتمييز الجنسي والعنصرية والأجندات السياسية تولي أعضاء كانجو شينبو زمام المبادرة في التخطيط لاغتيالها وفقًا للمؤرخ داني أورباتش. بدأوا في إضفاء طابع رومانسي على قتل الملكة، ففي مذكراته، وصف مؤسس كانجو شينبو، أداتشي كينزو، الملكة بأنها «ذات جمال ساحر وتلاعبت بالرجال الفاضلين بمكر ودهاء وخيانة لأكثر من جيل». وصفوا دايوونغن بأنه «البطل العجوز»، وقارنوه بصورة الملكة الأنثوية الشريرة. أشار إليها أداتشي وآخرون في كانجو شينبو في كتاباتهم باسم «الثعلب» أو «الثعلبة»، وبدأوا في إخبار بعضهم البعض بشكلٍ متكرر أنه يجب قتلها، ووصفوا جريمة قتلها بأنها هورو (屠る؛ وتعني حرفيًا «ذبح الحيوان»). يُقال إن الدعوات لقتلها زادت بمرور الوقت.